# Guillermo Pérez
Guillermo Pérez Sandoval (* 14. října 1979 Taretan) je mexický taekwondista. Na olympijských hrách v Pekingu roku 2008 získal zlatou medaili ve váhové kategorii do 58 kilogramů. Rok předtím získal stříbro na mistrovství světa, které se konalo rovněž v Pekingu. Dvakrát též vyhrál Dutch Open (2008, 2009). Jako junior vyhrál US Open (1996), v seniorské kategorii dosáhl nejlepšího výsledku na tomto turnaji v roce 2010, kdy skončil třetí. Na French Open byl jednou druhý (2006), stejně jako na Spanish Open (2010). Absolvoval 30 registrovaných zápasů, z toho 21 vyhrál.